# ولسوالی پشتون‌کوت
ولسوالی پشتون‌کوت یکی از ۱۴ ولسوالی ولایت فاریاب، به مرکزیت شهر پشتون‌کوت در شمال غربی افغانستان است. پشتون‌کوت از ولسوالی‌های درجه اول ولایت فاریاب بوده، پهناوری آن ۴۰۰۰ کیلومتر مربع است و با ۲۱۷٬۰۹۸ نفر جمعیت در سال ۱۳۹۹، پر جمعیت ولسوالی ولایت فاریاب می‌باشد که ۹۰ درصد آن را پشتون‌ها تشکیل می‌دهند ۱۰ درصد آن را ازبک‌ها تشکیل می‌دهند.
ولسوالی پشتون‌کوت از شمال با ولسوالی‌های میمنه، خواجه سبزپوش ولی و شیرین تگاب، از غرب با ولسوالی المار، از جنوب با ولسوالی کوهستان و از شرق با ولسوالی‌های گرزیوان و بلچراغ محدود می‌باشد.

## وضعیت معارف در پشتون‌کوت
در ولسوالی پشتون‌کوت ۸۳ مکتب موجود است که ۱۵ مکتب برای دختران و ۶۸ مکتب برای پسران است، فقط به تعداد یک لیسه در این ولسوالی موجود است، تنها ۴ مکتب دارای ساختمان رهایشی و بقیه فاقد ساختمان رهایشی‌اند، تعداد معلمان ۸۵۷ تن است که ۷۴۰ تن مرد و ۱۱۷ تن زن است. در این ولسوالی ۳۶٬۵۴۸ تن دانش‌آموز وجود دارد که ۳۰٬۳۴۳ آن‌ها پسر و ۶٬۲۰۵ تن آن‌ها دختر است.